# سومالی ۱۴۳۰
سیارک ۱۴۳۰ (به انگلیسی: 1430 Somalia، نامگذاری:1937NK) هزار و چهارصد و سیمین سیارک کشف شده‌است که در ۵ ژوئیه ۱۹۳۷ کشف شد.
قدر مطلق سیارک برابر ۱۲٫۸۰ است.